# União das Freguesias de Rebordaínhos e Pombares
Die União das Freguesias de Rebordaínhos e Pombares ist eine portugiesische Gemeinde (Freguesia) im Kreis (Concelho) Bragança, Distrikt Bragança, im Nordosten Portugals.

## Geschichte

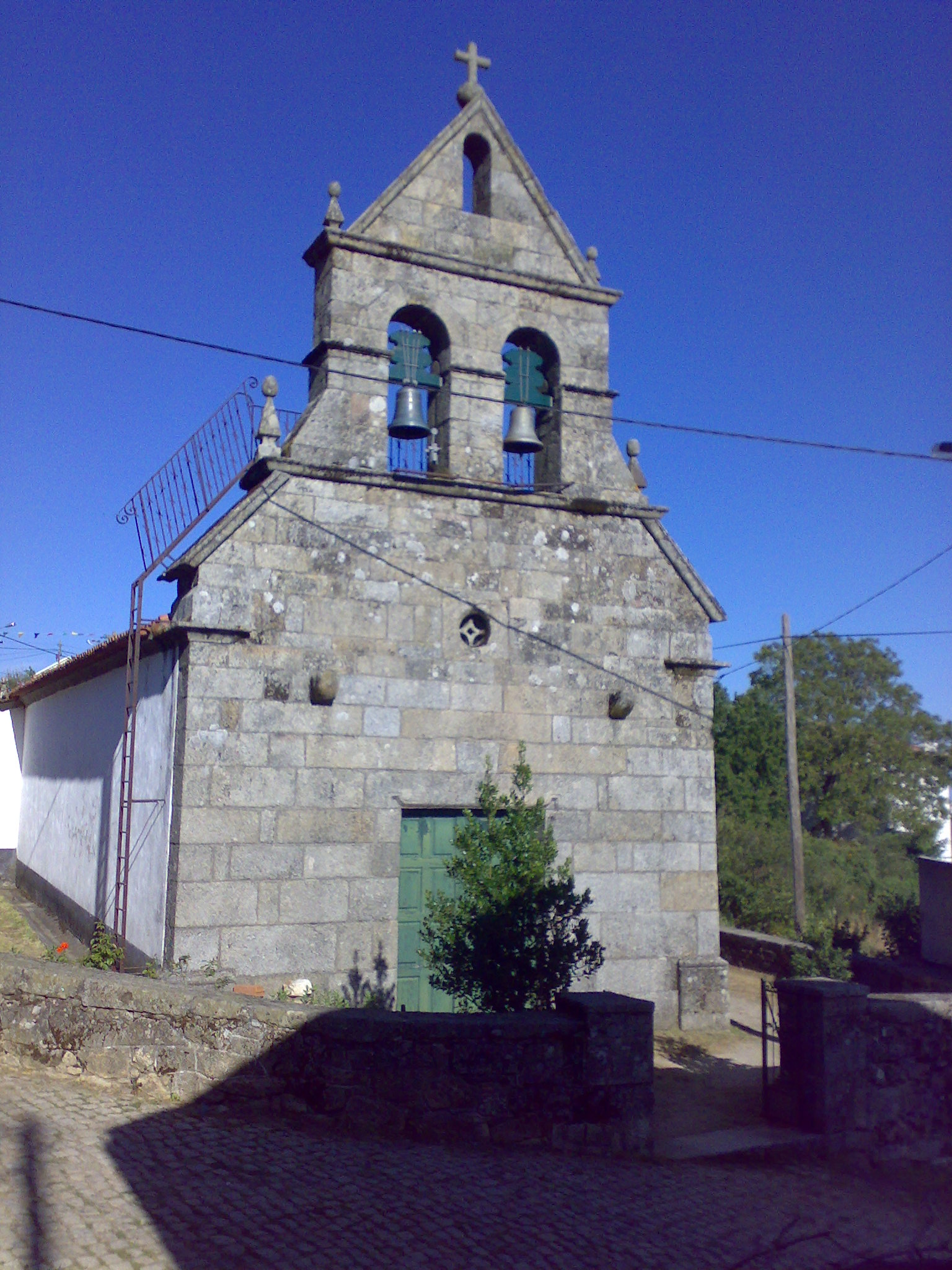
Kirche von Rebordaínhos.

Die Gemeinde entstand im Zuge der Gebietsreform vom 29. September 2013 durch die Zusammenlegung der ehemaligen Gemeinden Rebordaínhos und Pombares.
Rebordaínhos wurde Sitz der neuen Verwaltung.

## Demographie
| Freguesia | Freguesia               | Freguesia | Freguesia       | ehemalige Freguesias | ehemalige Freguesias | ehemalige Freguesias | ehemalige Freguesias |
| --------- | ----------------------- | --------- | --------------- | -------------------- | -------------------- | -------------------- | -------------------- |
| Wappen    | Freguesia               | Einwohner | Fläche in (km²) | Wappen               | Freguesia            | Einwohner            | Fläche in (km²)      |
|           | Rebordaínhos e Pombares | 148       | 24,07           |                      | Rebordaínhos         | 146                  | 13,24                |
|           | Rebordaínhos e Pombares | 148       | 24,07           | Pombares             | 41                   | 10,84                |                      |